# IC 5137
IC 5137 — галактика типу NF (в процесі підтвердження) у сузір'ї Індіанець.
Цей об'єкт міститься в оригінальній редакції індексного каталогу.